# La Vie Electronique 1
La Vie Electronique 1 (LVE1) is een muziekalbum van Klaus Schulze, dat in 2009 voor de eerste keer als aparte set werd uitgegeven.
Schulze had in de eindjaren 60 en beginjaren 70 zoveel inspiratie dat hij lang niet al zijn muziek kwijt kon in de reguliere uitgaven die toen via Virgin Records uitkwamen. Zijn stijl was toen binnen de elektronische muziek experimenteler dan in de succesjaren die zouden komen LVE2 laat opnamen horen uit het tijdperk, dat digitale toetsinstrumenten (nog) niet voorhanden waren en er gewerkt moest worden met de voorlopers van de synthesizer en de synthesizers zelf. Klaus Schulze zat tijdens concerten bijna geheel ingebouwd in de elektronische apparatuur. Delen van de opnamen van LVE1 waren eerder uitgegeven in de History Edition, Jubilee Edition en The Ultimate Collection die in de jaren 90 verschenen, maar inmiddels uitverkocht zijn.

## Musici
- Klaus Schulze – stem, gitaar, toetsinstrumenten, slagwerk

## Composities

### Disc 1
1. I was Dreaming I was Awake and then I Woke up and Found Myself Asleep (24:51)
  1. I was Dreaming I was Awake (7:10)
  2. And then I Woke Up (8:15)
  3. And Found Myself Asleep (9:26)
2. The Real McCoy (12:54)
3. Tempus Fugit (26:24)
  1. Time Never Dies (13:10)
  2. The Age of Shopping (13:14)
4. Dynamo (14:19)
5. Interview 1970 (0:24)

### Disc 2
1. Traumraum (31:36)
  1. Mit jungen Augen (9:30)
  2. Es ist Abend (5:48)
  3. Ob es regnet (7:37)
  4. Heißer Tag (8:41)
2. Study For Brian Eno (7:20)
3. Cyborgs Traum (39:15)
  1. Fuzzy Logic (9:39)
  2. Hasten Slowly (10:39)
  3. Feed Your Head (7:38)
  4. Electric Dream (11:19)

### Disc 3
1. Die Kunst, hundert Jahre alt zu werden (64:09)
  1. Frühlicht (3:28)
  2. Etude pour une fin du monde (10:06)
  3. Bruitismus (9:58)
  4. Die Kultpumpe (3:33)
  5. Loch im Meer (1:53)
  6. Maschinenspiele (15:11)
  7. Die grüne Leiche (7:08)
  8. Gesang zur Dämmerung (12:52)
2. Study for Terry Riley (5:08)
3. Les jockeys camouflés (8:03)

### Aanvullende info
Het muziekalbum bevat opnamen uit de tijd dat Schulze net had besloten zich te wenden tot de elektronische muziek. Hij was eerst gitarist in een coverband die muziek van The Shadows en The Spotnicks speelde en vervolgens werd hij drummer in de muziekgroep Psy Free, die avant-gardemuziek speelde. Daarna belandde hij in Tangerine Dream (als drummer) en speelde mee op het eerste album van die band, maar richtte al snel daarna Ash Ra Tempel op. Pas daarna ging hij zich verdiepen in de synthesizers en soortverwante muziekinstrumenten.
I was dreaming en Dynamo zijn opgenomen in Berlijn gedurende de jaren 1970 en 1971; The real McCoy en Tempus fugit dateren van een iets oudere datum, het tijdperk 1968-1971. De suite I was dreaming werd op LVE1 voor het eerst uitgegeven.
Traumraum stamt ook uit Berlijn 1970, terwijl Study for Brian Eno rond de jaarwisseling 1970/1971 is opgenomen. Van Cyborgs Traum schatte Schulze in dat het in 1972 zou zijn opgenomen.
Disc 3 bevat opnamen uit 1971 en 1972.